# Transport kolejowy w Krakowie

Krakowski węzeł kolejowy

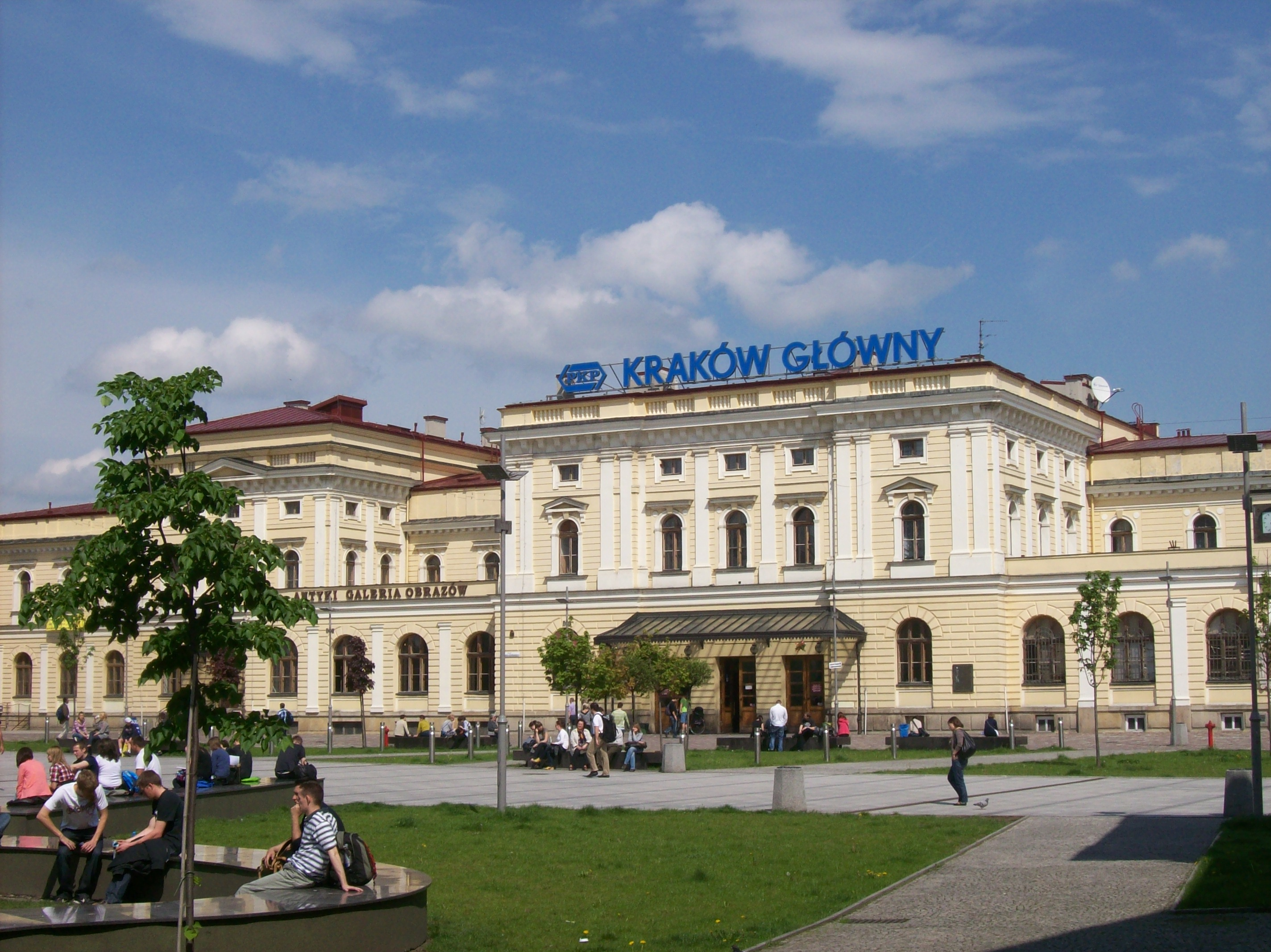
Dworzec Kraków Główny

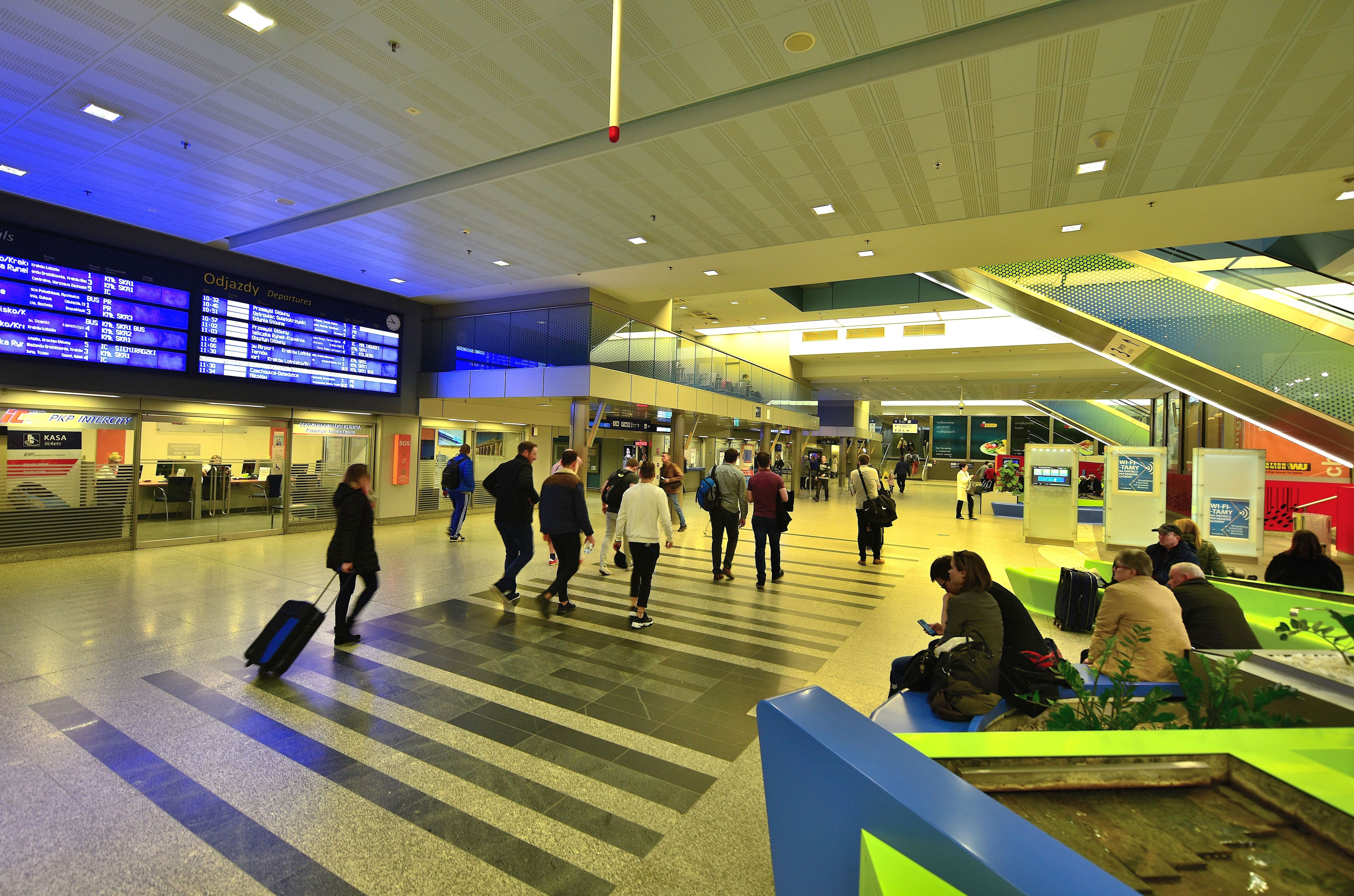
Hala Podziemna dworca Kraków Główny

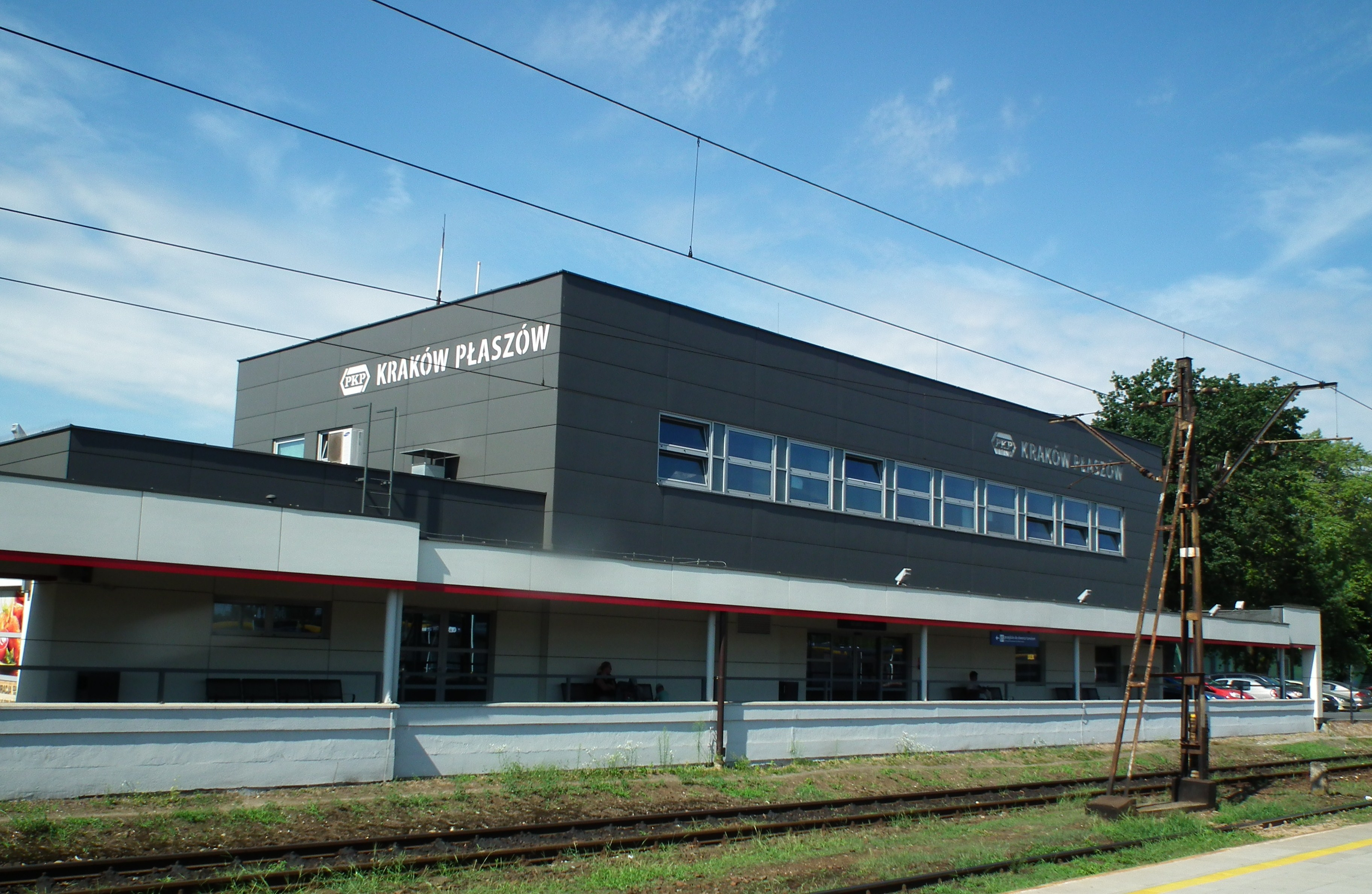
Dworzec Kraków Płaszów

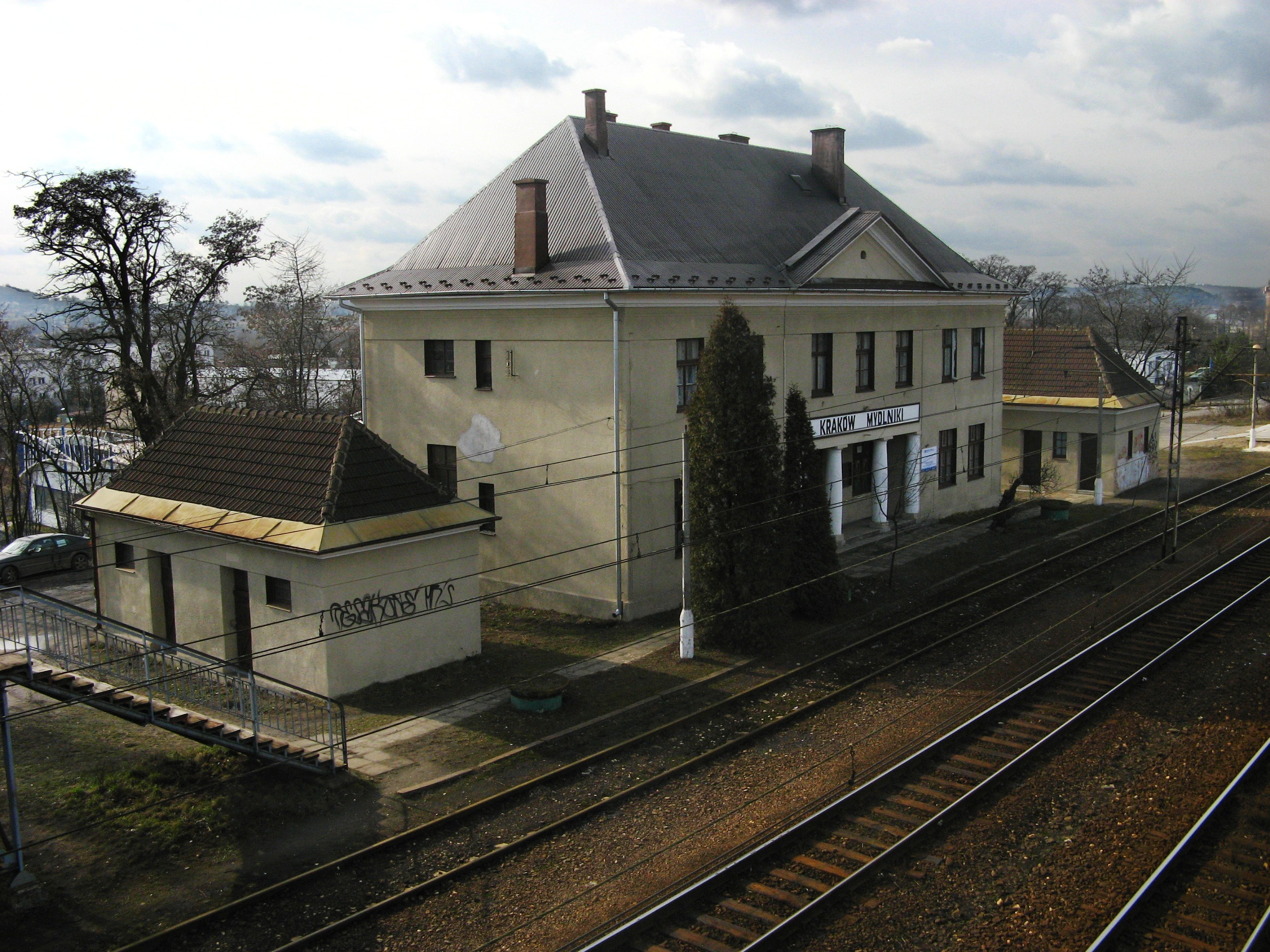
Dworzec Kraków Mydlniki

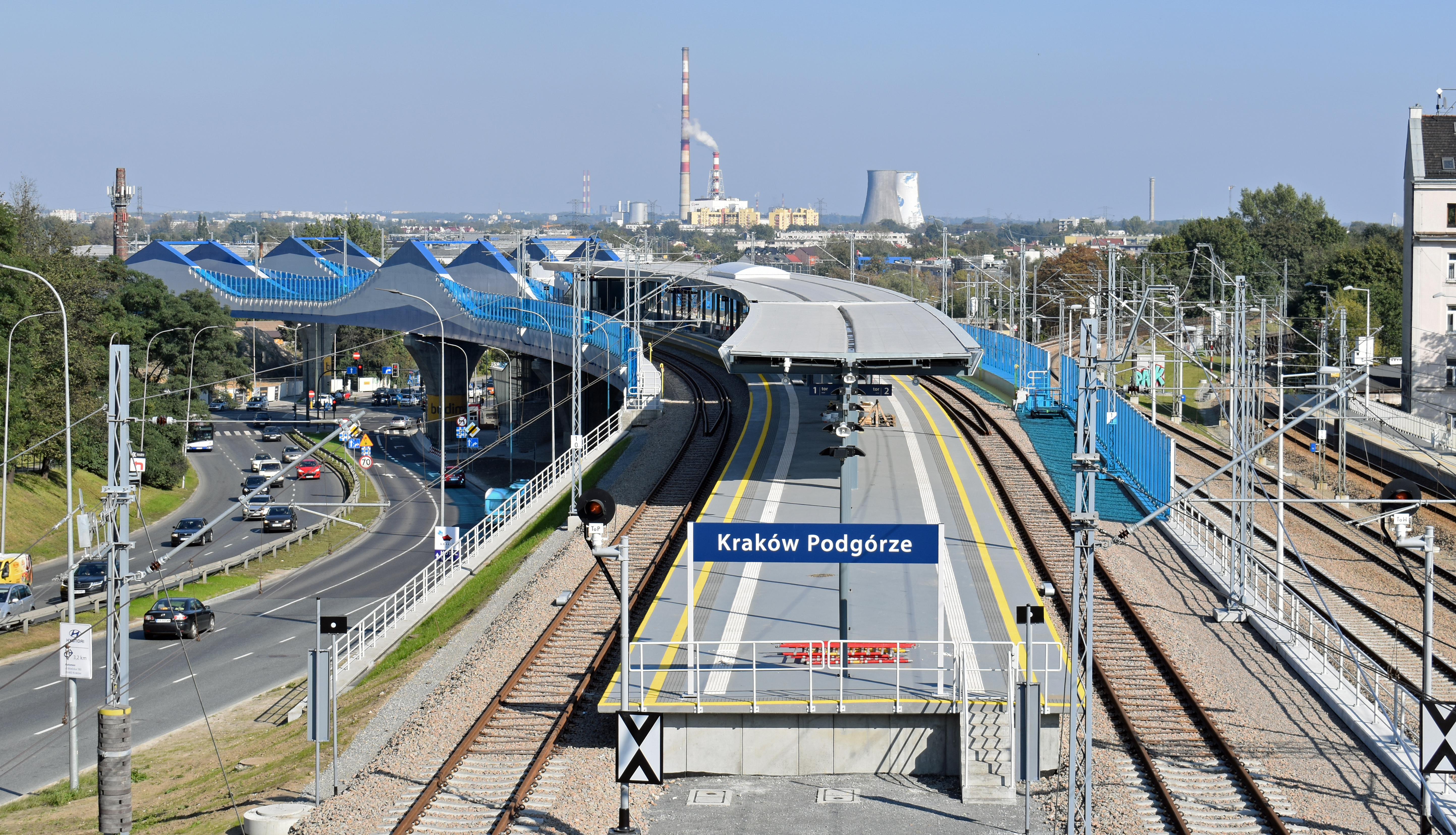
Przystanek Kraków Podgórze na nowej linii nr 624

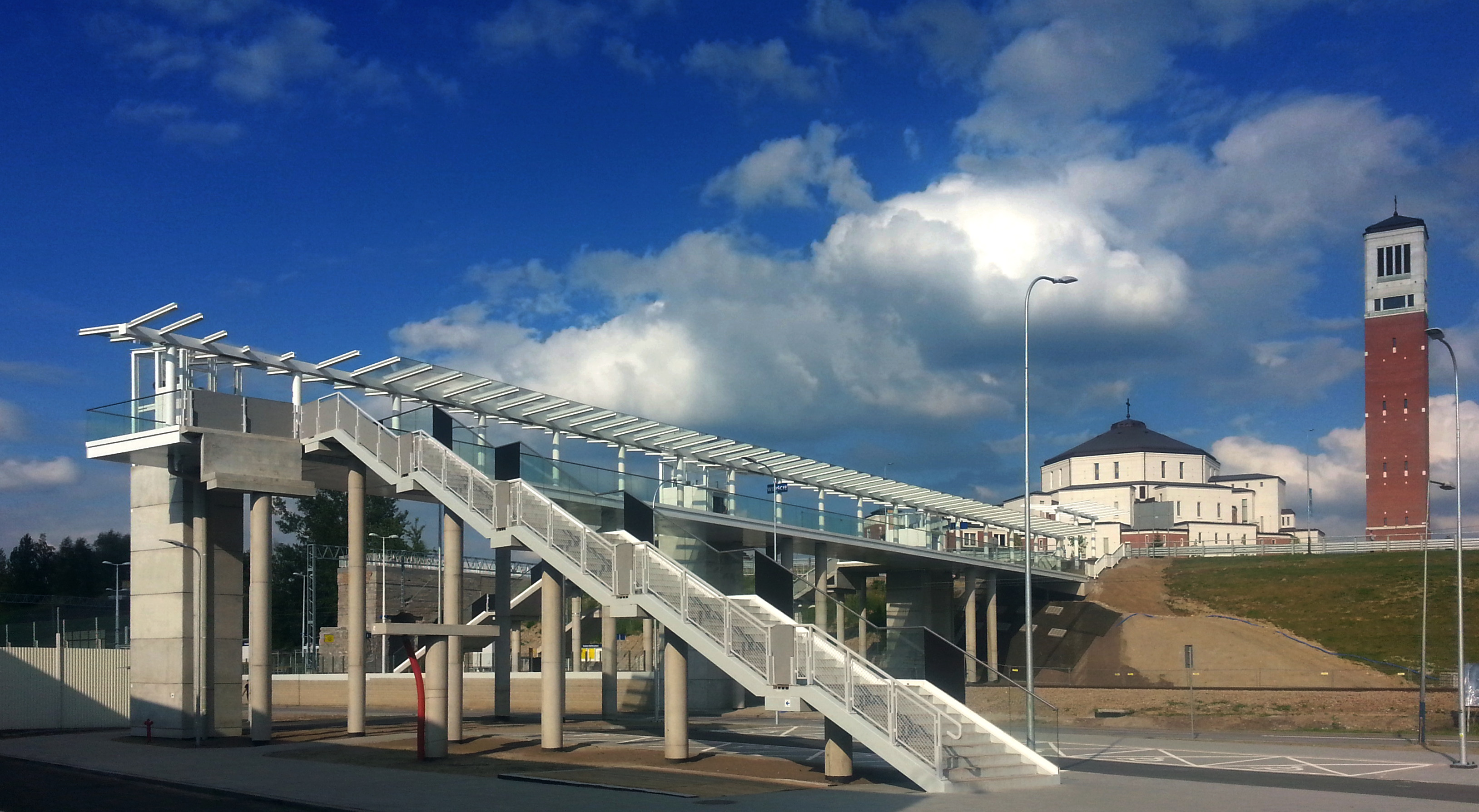
Przystanek Kraków Sanktuarium

Krakowski węzeł kolejowy jest prawie w całości zelektryfikowany. Jego główną stacją jest stacja Kraków Główny.

## Linie kolejowe
- Linia kolejowa nr 8 – Warszawa Zachodnia – Kraków Główny
- Linia kolejowa nr 91 – Kraków Główny – Medyka
- Linia kolejowa nr 94 – Kraków Płaszów – Oświęcim
- Linia kolejowa nr 95 – Kraków Mydlniki – Podłęże
- Linia kolejowa nr 100 – Kraków Mydlniki – Kraków Bieżanów
- Linia kolejowa nr 109 – Kraków Bieżanów – Wieliczka Rynek-Kopalnia
- Linia kolejowa nr 118 – Kraków Główny – Kraków Lotnisko
- Linia kolejowa nr 133 – Dąbrowa Górnicza Ząbkowice – Kraków Główny
- Linia kolejowa nr 940 – Kraków Nowa Huta – Kraków Krzesławice (linia niezelektryfikowana)
- Linia kolejowa nr 947 – Kraków Olsza – Kraków Łęg

## Łącznice kolejowe
- Linia kolejowa nr 601 – Kraków Przedmieście – Kraków Towarowy
- Linia kolejowa nr 602 – Kraków Przedmieście – Kraków Olsza
- Linia kolejowa nr 603 – Kraków Prokocim Towarowy – Kraków Bonarka
- Linia kolejowa nr 604 – Kraków Płaszów – Kraków Prokocim Towarowy
- Linia kolejowa nr 605 – Kraków Płaszów – Kraków Prokocim Towarowy
- Linia kolejowa nr 606 – Kraków Prokocim Towarowy – Kraków Bieżanów
- Linia kolejowa nr 607 – Raciborowice – Dłubnia
- Linia kolejowa nr 608 – Podłęże R 201 – Podłęże R 101[1]
- Linia kolejowa nr 624 – Kraków Zabłocie – Kraków Bonarka
- Linia kolejowa nr 941 – Kraków Nowa Huta – Kościelniki
- Linia kolejowa nr 942 – Kraków Nowa Huta – Kościelniki
- Linia kolejowa nr 943 – Kraków Nowa Huta – Kraków Nowa Huta
- Linia kolejowa nr 944 – Kraków Nowa Huta – Kraków Nowa Huta
- Linia kolejowa nr 945 – Kraków Prokocim Towarowy – Kraków Prokocim Towarowy
- Linia kolejowa nr 948 – Kraków Towarowy – Kraków Główny (linia zlikwidowana)
- Linia kolejowa nr 949 – Kraków Towarowy – Kraków Główny (linia zlikwidowana)

## Stacje i przystanki

### Główne stacje
- Kraków Batowice
- Kraków Bieżanów
- Kraków Bonarka
- Kraków Główny
- Kraków Mydlniki
- Kraków Lotnisko
- Kraków Łobzów
- Kraków Nowa Huta
- Kraków Olsza
- Kraków Płaszów
- Kraków Prokocim Towarowy
- Kraków Towarowy

### Pozostałe przystanki
- Kraków Bieżanów Drożdżownia
- Kraków Bronowice
- Kraków Łagiewniki
- Kraków Młynówka
- Kraków Mydlniki Wapiennik
- Kraków Podgórze
- Kraków Prokocim
- Kraków Olszanica
- Kraków Sanktuarium
- Kraków Sidzina
- Kraków Swoszowice
- Kraków Zabłocie
- Kraków Zakliki
- Kraków Złocień